# Chasmina verticata
Chasmina verticata là một loài bướm đêm trong họ Noctuidae.